# Рунцо, Любовь Николаевна
Любовь Николаевна Рунцо (род. 19 сентября 1949, Баку) — советская легкоатлетка, специалистка по бегу на короткие дистанции. Выступала за сборную СССР по лёгкой атлетике в начале 1970-х годов, чемпионка СССР в эстафете 4 × 400 метров, участница летних Олимпийских игр в Мюнхене. На соревнованиях представляла Минск и спортивное общество «Буревестник». Тренер по лёгкой атлетике.

## Биография
Любовь Рунцо родилась 19 сентября 1949 года в Баку, Азербайджанская ССР.
Впоследствии постоянно проживала в Минске, выступала за добровольное спортивное общество «Буревестник». Была подопечной тренеров С. А. Хомчука и В. Н. Зинченко.
Окончила Белорусский государственный университет, где затем работала преподавательницей на факультете журналистики.
Первого серьёзного успеха на взрослом всесоюзном уровне добилась в сезоне 1972 года, когда в составе команды «Буревестника» одержала победу в эстафете 4 × 400 метров на чемпионате СССР в Москве. Благодаря череде удачных выступлений вошла в состав советской национальной сборной и удостоилась права защищать честь страны на летних Олимпийских играх в Мюнхене — в программе эстафеты 4 × 400 метров вместе с соотечественницами Ольгой Сыроватской, Натальей Чистяковой и Надеждой Колесниковой благополучно преодолела предварительный квалификационный этап, тогда как в решающем финальном забеге они финишировали восьмыми.
После мюнхенской Олимпиады Рунцо ещё в течение некоторого времени оставалась действующей спортсменкой и продолжала принимать участие в различных легкоатлетических стартах. Так, в 1973 году на зимнем чемпионате СССР в Москве она выиграла серебряную медаль в беге на 400 метров, уступив в финале только москвичке Надежде Колесниковой.
Работала тренером по лёгкой атлетике в минской Специализированной детско-юношеской школе олимпийского резерва «Юность».